# Tervola
Tervola este o municipalitate în nordul Finlandei, în provincia Laponia.